# Born SF
Born SF este o serie de cărți științifico-fantastice de buzunar publicată de editura neerlandeză Born NV Uitgeversmaatschappij⁠(d) din Amsterdam - Assen.
Din anii 1960, genul științifico-fantastic a devenit popular în Țările de Jos și Belgia și au fost o serie de edituri care au tradus și publicat cele mai importante lucrări în limba engleză într-un timp relativ scurt. Serii SF au fost publicate, printre alții, de Uitgeverij Luitingh, Elsevier, Bruna⁠(d) (colecția Bruna SF⁠(d)), Fontein (Fontein SF), Scala (Scala SF), Het Spectrum (Prisma SF), Meulenhoff (M=SF) și editura Elmar (Elmar SF⁠(d)).
Prima serie Born SF a apărut între 1968 și 1978 , cu un total de 76 de titluri. Această serie a apărut în ultimii doi ani împreună cu o a doua serie, Born Nova, din 1977 până în 1978, serie care a fost întreruptă după doar 12 volume.
Primele patru volume, care au apărut prima dată  în 1968, au fost retipărite în anul următor de către aceiași editură.

## Prezentare generală
| Nr.            | Autor                           | Titlu (în limba neerlandeză)            | \| Titlu original \|                  | An        |
| Born SF        |                                 |                                         |                                       | 1968-1978 |
| 1              | Poul Anderson                   | Geen plaats meer op aarde               | Orbit Unlimited                       | 1968      |
| 2              | D.F. Jones                      | Afmars der vrouwen                      | Implosion                             | 1968      |
| 3              | Philip José Farmer              | De nacht van het licht                  | Night of Light                        | 1968      |
| 4              | Philip K. Dick                  | Laarzen in de nacht                     | The Man in the High Castle            | 1968      |
| 5              | Brian Aldiss                    | Monsterlijke uitdaging                  | No Time Like Tomorrow                 | 1969      |
| 6              | Jack Finney                     | Het zaad van de ondergang               | The Body Snatchers                    | 1969      |
| 7              | James Blish                     | De goddeloze tuin van Eden              | A Case of Conscience                  | 1969      |
| 8              | Poul Anderson                   | Een gok om drie werelden                | Three Worlds to Conquer               | 1969      |
| 9              | Frederik Pohl & Cyril Kornbluth | De magnaten van de ruimte               | The Space Merchants                   | 1969      |
| 10             | Philip K. Dick                  | De Aarde als hoofdprijs                 | Solar Lottery                         | 1969      |
| 11             | James White                     | In de ban van het gevaar                | All Judgment Fled                     | 1969      |
| 12             | Algis Budrys                    | Terugkeer in de toekomst                | The Iron Thorn                        | 1969      |
| 13             | Philip K. Dick                  | De elektrische nachtmerrie              | Do Androids Dream of Electric Sheep   | 1969      |
| 14             | William F. Temple               | De vleespotten van Sansato              | The Fleshpots of Sansato              | 1969      |
| 15             | Brian Aldiss                    | De donkere lichtjaren                   | The Dark Light-Years                  | 1970      |
| 16             | Philip José Farmer              | De god van het vlees                    | Flesh                                 | 1969      |
| 17             | Piers Anthony                   | Sos de demon                            | Sos the Rope                          | 1970      |
| 18             | Algis Budrys                    | Metalen man uit Rusland                 | Who?                                  | 1970      |
| 19             | Douglas R. Mason                | De rebellen van Utopia                  | Eight Against Utopia                  | 1970      |
| 20             | Keith Roberts                   | Invasie van giganten                    | The Furies                            | 1970      |
| 21             | Avram Davidson                  | Het eiland onder de Aarde               | The Island under the Earth            | 1970      |
| 22             | Jack Vance                      | Blauwe wereld                           | The Blue World                        | 1970      |
| 23             | Poul Anderson                   | Kruistocht in de ruimte                 | The High Crusade                      | 1970      |
| 24             | Curtis W. Casewit               | De vredestichters                       | The Peacemakers                       | 1970      |
| 25             | Vincent King                    | De kaars van de duisternis              | Light a Last Candle                   | 1970      |
| 26             | Frederik Pohl & Cyril Kornbluth | De beulen van de beurs                  | Gladiator-at-Law                      | 1970      |
| 27             | Michael Moorcock                | God uit de machine                      | The Final Programme                   | 1970      |
| 28             | Ted White & Dave Van Arnam      | Landing der engelen                     | Sideslip                              | 1970      |
| 29             | James Blish                     | Het helse paasvuur                      | Black Easter                          | 1971      |
| 30             | John Brunner                    | De vruchten van de waanzin              | Bedlam Planet                         | 1971      |
| 31             | Philip K. Dick                  | In de ban van de bom                    | The Zap Gun                           | 1971      |
| 32             | Philip José Farmer              | Wereldoorlog op de maan                 | Tongues of the Moon                   | 1970      |
| 33             | Poul Anderson                   | Gevecht met de goden                    | World without Stars                   | 1971      |
| 34             | Frederik Pohl                   | De onsterfelijke diepvriesmens          | The Age of the Pussyfoot              | 1971      |
| 35             | Daniel Keyes                    | Het genie in de muizeval                | Flowers for Algernon                  | 1971      |
| 36             | Piers Anthony                   | De hel van de hemel                     | Chton                                 | 1971      |
| 37             | Avram Davidson                  | Veldslag der vrouwen                    | Mutiny in Space                       | 1971      |
| 38             | John Brunner                    | Paria's van het paradijs                | Catch the Falling Star                | 1971      |
| 39             | Edmund Cooper                   | Heerschappij van de vrouwen             | Five to Twelve                        | 1972      |
| 40             | Philip José Farmer              | Het mes van de macht                    | The Day of Timestop                   | 1972      |
| 41             | John Brunner                    | Reiziger in de chaos                    | The Traveler in Black                 | 1972      |
| 42             | Keith Roberts                   | Dodendans met het Romeinse Rijk         | Pavane                                | 1972      |
| 43             | Philip K. Dick                  | De drie stigmata van Palmer Eldritch    | The Three Stigmata of Palmer Eldritch | 1972      |
| 44             | Fred Hoyle & Geoffrey Hoyle     | Wedloop om Achilles                     | Fifth Planet                          | 1972      |
| 45             | Philip José Farmer              | De wereld van de walvis                 | The Wind Whales of Ishmael            | 1972      |
| 46             | Michael Moorcock                | Emigranten voor Utopia                  | The Black Corridor                    | 1972      |
| 47             | Poul Anderson                   | De gevangenen van Atlantis              | The Dancer from Atlantis              | 1973      |
| 48             | Bob Shaw                        | Het dubbelbestaan van John Breton       | The Two-Timers                        | 1973      |
| 49             | Suzette Haden Elgin             | Uiterst of de planeet der gemiddelden   | Furthest                              | 1973      |
| 50             | Piers Anthony & Robert Margroff | In de macht van de ring                 | The Ring                              | 1973      |
| 51             | Poul Anderson                   | Duivelswereld                           | Satan’s World                         | 1973      |
| 52             | Edmund Cooper                   | Dagen van gekken en dwazen              | All Fools Day                         | 1973      |
| 53             | James Blish                     | Midzomereeuw - In gevecht met de vogels | Midsummer Century                     | 1973      |
| 54             | Fritz Leiber                    | In de macht van morgen                  | The Big Time                          | 1973      |
| 55             | George Zebrowski                | Het punt Omega                          | The Omega Point                       | 1973      |
| 56             | Ron Goulart                     | De grote chaos                          | After Things Fell Apart               | 1973      |
| 57             | Fred Hoyle & Geoffrey Hoyle     | Inferno                                 | The Inferno                           | 1974      |
| 58             | Poul Anderson                   | Komt tijd...                            | There will be Time                    | 1974      |
| 59             | Michael Coney                   | In strijd met de waarheid               | Mirror Image                          | 1974      |
| 60             | Fred Hoyle                      | De zwarte wolk                          | The Black Cloud                       | 1974      |
| 61             | Phyllis Gotlieb                 | Psi-kinderen                            | Sunburst                              | 1975      |
| 62             | Philip K. Dick                  | De partner-industrie                    | We Can Build You                      | 1975      |
| 63             | James Blish                     | Zolang het duurt                        | And All the Stars a Stage             | 1975      |
| 64             | John Brunner                    | Voorland                                | Total Eclipse                         | 1976      |
| 65             | Richard Cowper                  | De ondergang van Briareus               | The Twilight of Briareus              | 1976      |
| 66             | Walter M. Miller                | Een loflied voor Leibowitz              | A Canticle for Leibowitz              | 1976      |
| 67             | Ray Bradbury                    | De geïllustreerde man                   | The Illustrated Man                   | 1976      |
| 68             | Richard Cowper                  | Kuldesak                                | Kuldesak                              | 1976      |
| 69             | Christopher Priest              | Omgekeerde wereld                       | Inverted World                        | 1977      |
| 70             | John Brunner                    | De stad is een schaakbord               | The Squares of the City               | 1976      |
| 71             | Ray Bradbury                    | Aan het prikken van mijn duimen         | Something Wicked This Way Comes       | 1976      |
| 72             | Piers Anthony                   | Var de stok                             | Var the Stick                         | 1976      |
| 73             | Keith Roberts                   | De krijtreuzen                          | The Chalk Giants                      | 1978      |
| 74             | Frank Herbert                   | De godenmakers                          | The God Makers                        | 1978      |
| 75             | Clifford D. Simak               | Ring om de zon                          | Ring Around the Sun                   | 1978      |
| 76             | Christopher Priest              | Vuurstorm                               | Real-Time World                       | 1978      |
| Born Nova      |                                 |                                         |                                       | 1977-1978 |
| 1              | Robert Heinlein                 | Tussen de planeten                      | Between Planets                       | 1977      |
| 2              | Fritz Leiber                    | Verzamel, duisternis!                   | Gather, Darkness                      | 1977      |
| 3              | Robert Heinlein                 | De rode planeet                         | Red Planet                            | 1977      |
| 4              | Isaac Asimov                    | Een man alleen                          | Space Ranger                          | 1977      |
| 5              | Michael Moorcock                | De ijsschoener                          | The Ice Chooner                       | 1977      |
| 6              | Ray Bradbury                    | De R van raket                          | R is for Rocket                       | 1977      |
| 7              | Robert Heinlein                 | Tijd voor de sterren                    | Time for the Stars                    | 1978      |
| 8              | Isaac Asimov                    | Piraten van de asteroïden               | Pirats of the Asteroids               | 1978      |
| 9              | Michael Moorcock                | Het juweel in de schedel                | The Jewel in the Skull                | 1978      |
| 10             | Robert Heinlein                 | Ruimteschip Galileo                     | Rocketship Galileo                    | 1978      |
| 11             | Isaac Asimov                    | De grote zon van Mercurius              | The Big Sun of Mercury                | 1978      |
| 12             | Robert Heinlein                 | Het sterrebeest                         | The Star Beast                        | 1978      |
| Titlu original |                                 |                                         |                                       |           |